# قرنطینه (رایانه)
قرنطینه (رایانه) رویه‌ای در نرم‌افزارهای ضدویروس برای جداسازی و ایزوله نمودن یافته‌های مشکوک در درایو دیسک سخت رایانه است. پرونده‌های قرار گرفته در قرنطینه، توانایی آسیب زدن به رایانه را نداشته و قابل بازیابی هستند.